# Stoßdorfer See
Stoßdorfer See este o arie protejată (arie specială de conservare — SAC, sit de importanță comunitară — SCI) din Germania întinsă pe o suprafață de 165,7 ha, integral pe uscat.

## Localizare
Centrul sitului Stoßdorfer See este situat la coordonatele 51°50′13″N 13°49′37″E / 51.8369°N 13.8269°E.

## Înființare
Situl Stoßdorfer See a fost declarat sit de importanță comunitară în septembrie 2000.

## Biodiversitate
Situată în ecoregiunea continentală, aria protejată conține 4 habitate naturale: Vegetație psamofilă uscată cu pășuni deschise de Corynephorus și Agrostis, Lacuri eutrofice naturale cu vegetație de tip Magnopotamion sau Hydrocharition, Pajiști uscate europene, Pajiști calcaroase din nisipuri xerice.
La baza desemnării sitului se află o specie protejată de  mamifere: vidră de râu (Lutra lutra).
Pe lângă speciile protejate, pe teritoriul sitului au mai fost identificate 7 specii de plante.